# Dick Sargent
Pour les articles homonymes, voir Sargent.
Dick Sargent, né Richard Cox le 19 avril 1930, à Carmel-by-the-Sea, en Californie, et mort le 8 juillet 1994 à Los Angeles, en Californie, est un acteur américain.

## Biographie
Il est principalement connu pour son rôle de Jean-Pierre Stevens dans la série télévisée Ma sorcière bien-aimée (Bewitched), rôle qu'il a tenu de 1969 à 1972 (saison 6 à 8) en remplacement de Dick York, souffrant. Après avoir annoncé son homosexualité, appuyé par son amie l'actrice Elizabeth Montgomery, il passe les dernières années de sa vie à lutter contre le suicide chez les jeunes gays américains en donnant des conférences sur le sujet. Il visite les écoles et les universités et participe à de nombreux points de presse, et défile aux côtés d'Elizabeth Montgomery à la Gay Pride de Los Angeles en 1992. Atteint d'un cancer de la prostate, il meurt en 1994.

## Filmographie

### Cinéma
- 1955 : The Beast with a Million Eyes de David Kramarsky
- 1958 : Mardi Gras d'Edmund Goulding
- 1959 : Opération Jupons (Operation Petticoat), de Blake Edwards
- 1961 : Le Roi des imposteurs (The Great Impostor), de Robert Mulligan
- 1962 : Un soupçon de vison (That Touch of Mink), de Delbert Mann
- 1968 : Le Grand Frisson (Live a Little, Love a Little), de Norman Taurog
- 1968 : La Marine en folie (The Private Navy of Sgt. O'Farrell), de Frank Tashlin
- 1979 : Hardcore, de Paul Schrader
- 1979 : The Clonus Horror, de Robert S. Fiveson
- 1986 : The Eleventh Commandment, de Paul Leder

### Télévision
- 1969-1972 : Ma sorcière bien-aimée (série) : Jean-Pierre
- 1973 : Les Rues de San Francisco  - Saison 1, épisode 25 (Shattered Image) : Boyd Caldwell
- 1974 : Melvin Purvis G-MAN de Dan Curtis : Thatcher Covington
- 1976 : L'Homme qui valait trois milliards (série) : épisode 10 - saison 4 "Noël bionique" (A Bionic Christmas Carol)
- 1976 : Les Héritiers (Rich Man, Poor Man - Book II)
- 1976 : Le Riche et le Pauvre (Rich Man, Poor Man)
- 1976 : Drôles de dames Saison 1, épisode 13 (Angels on Wheels) : Hugh Morris
- 1977 : L'Île fantastique  Pilote de la série joue le rôle de Charles Holander
- 1977 : La croisière s'amuse (série), saison 1 épisode 11 "La vie est belle au large" : Père Mike
- 1978 : Drôles de dames Saison 3, épisode 1 (Angels in Vegas) : Marty Cole
- 1979 : Drôles de dames Saison 4, épisode 1 (Love Boat Angels) : Avery
- 1980 : Shérif, fais-moi peur (série), épisode "Daisy shérif" et "Jude Emery"
- 1987 : Arabesque (série), saison 3 épisode 17 "La couleur de la mort"
- 1990 : Columbo (série), Saison 9, épisode 5 : Couronne mortuaire (Uneasy Lies the Crown) : son propre rôle